# 鹿児島県立志布志高等学校
鹿児島県立志布志高等学校（かごしまけんりつ しぶしこうとうがっこう）は、鹿児島県志布志市志布志町安楽にある同県立の高等学校である。全日制普通科が設置されている。学区は大隅学区。
2024年時点での定員は120人で3クラス構成となっている。

## 沿革
- 1909年 - 鹿児島県立志布志中学校創立[2]。
- 1920年 - 鹿児島県志布志実科高等女学校創立。
- 1935年 - 鹿児島県立志布志高等女学校と改称。
- 1949年 - 旧制志布志中学校と志布志高等女学校が統合し、鹿児島県志布志高等学校として発足。
- 1956年 - 鹿児島県立志布志高等学校と改称。
- 1991年 - 英語科新設。
- 2004年度 - SELHi（スーパー・イングリッシュ・ランゲージ・ハイスクール）事業の指定校となる（2006年度まで）。
- 2012年度 - 英語科閉科（2013年2月28日閉科式）。[3]
- 2020年度 - 創立110周年記念式典挙行
- 2025年 - 校舎改築のための2棟の取り壊し、購買部の移動、中庭の木々の伐採、整地、教員住宅地（通称、チロリン村）の解体工事が開始される。

## 教育

### 授業内容
- 当学校は3学期制である。通常の時間割は月曜・水曜が50分×6コマ、火・水・金が50分×7コマとなっているが、学校行事や職員の都合で一限の長さが45分になることもある。
- 課外授業が実施されている。朝課外と夏季課外が存在する。以前までは実質的な強制参加であった朝課外は、あり方が見直され2023年3月からは希望制となっている。夏季課外については7月の下旬・8月の下旬にそれぞれ約一週間ずつ実施される。

また、朝課外の実質的強制参加がなくなった代わりに朝の7時20分から30分までの10分間は自習時間と称し、自習の時間が設けられている。

### クラス編成
- 2024年時点で、3クラス制となっており、一クラス約30人ほど。一年時のクラス分けは成績順である。二年時と三年時のクラス構成としては一組が理系と文系（通常:英語コース）の混合コースかつ成績上位者のクラスで二組が理系、三組が文系となっている。英語コースは文系のコースであり2012年に閉科された英語コースの要素を取り入れ作られたコースである。一組の理系に関しては一年時後期にある文理選択のときに希望を出し、その後教員によって選別され通過できた生徒だけが入ることができる。成績上位者の上位者の約15名ほどが入るということがほとんどである。

しかし、2024年の入学者は過去五年間で一番少ない68名であったため、クラスが二組しかなく2024年の入学者の一年時のクラス分けは成績順ではなくなっている。

### 生徒指導
- 学期の初めに自己申告で身なり検査が行われる。規定は文章化されていないものもあるため不明瞭である。男子生徒は主に頭髪・ベルトの着用の有無を見られる。女子生徒は主にスカート丈を確認される。
- 決まりが不明瞭であるためか、教員は大して厳しく検査をしない。

交通指導もしばしば見られる。主に無断免許取得や交通違反等である。

## 著名な関係者
出身者
政治・行政
- 二階堂進（旧制中） - 国会議員（衆議院）、閣僚（科学技術庁長官、北海道開発庁長官、内閣官房長官）

学術・研究
- 暉峻康隆（旧制中） - 国文学者、早稲田大学名誉教授
- 谷口茂 - ドイツ文学者、宗教学者、明治学院大学名誉教授、小説家

芸術・芸能
- 海老原喜之助（旧制中） - 洋画家
- 吉井淳二（旧制中） - 洋画家、文化勲章受章者
- 野崎千華 - フリーアナウンサー（元南日本放送）、声優、ナレーター

スポーツ
- 岡元竜生 - ハンドボール選手
- 陣岳隆（中退） - 大相撲力士
- 山口観弘 - 競泳選手（在校時に平泳ぎ200m世界新記録）

その他
- 池口恵観 - 宗教家、烏帽子山最福寺法主
- 瀬戸上健二郎 - 医師（「Dr.コトー診療所」のモデル）